# 施氏卉鱂
施氏卉鱂，為輻鰭魚綱鯉齒目鯉齒亞目花鳉科的其中一種，分布於非洲喀麥隆及赤道幾內亞的淡水流域，體長可達4公分，棲息在森林覆蓋的溪流，屬肉食性，生活習性不明，可作為觀賞魚。

## 擴展閱讀
維基物種上的相關：施氏卉鱂